# غرازيلا ماغريني
غرازيلا ماغريني (بالإيطالية: Graziella Magherini)‏ هي طبيبة نفسية إيطالية تعمل في مستشفى سانتا ماريا نوفا في فلورنسا ، إيطاليا.

## متلازمة ستندال
اشتهرت غرازيلا ماغريني بكتابها عام 1989 بعنوان «متلازمة ستندال» (بالفرنسية: La sindrome di Stendhal)‏ وهو مصطلح يشير إلى مرض نفسي ويتسبّب في تسارع ضربات القلب والدوّار والارتباك والإغماء، وأيضاً الهلوسة عندما يشاهد الشخص أي صورة جمالية فنية راقية، خصوصاً إن كان هذا الفن يتسم بقدر عالٍ من البراعة والجمال ومتواجدا في مكان أو موضع واحد. بعدما قضت ماغريني ما يقرب من 20 عامًا مع المرضى في مستشفى سانتا ماريا نوفا في فلورنسا، بإيطاليا، بدأت الدكتورة ماغريني في ملاحظة بعض التشوهات المرضية في مجموعة مختارة من مرضاها. كان الزائرون الأجانب الذين وصلوا إلى الأماكن المرغوبة ينغمسون في الجمال الفخم والفن الراقي للمدن الإيطالية. تحدث متلازمة ستندال بشكل متكرر في فلورنسا، لأن لديهم أكبر قدر من فن عصر النهضة في العالم."
دراستها لمتلازمة ستندال، التي نُشرت في عام 1989، هي وصف لمنهجيتها الإحصائية، والأهم من ذلك، وصف تفصيلي لبعض أكثر حالاتها إثارة للاهتمام. كثير من تاريخ الحالة يصف أجنبيًا يصل إلى فلورنسا بإيطاليا ويغمره تصوير لا يلين للفن والثقافة في عصر النهضة.
من أشهر الحالات التي كتبت عنها ماغريني هي حالي إنجي، جاءت إنجي من بلد إسكندنافي وكانت تُعلّم الإيطالية للأطفال. كان زواجها غير مرضي لها وقد هربت منه وتركت والدها وكان ذلك أمر يزعجها كثيراً. كانت رحلتها في فلورنسا هي أول رحلة لها منذ عدة سنوات. وعند وصولها كانت قد شعرت على الفور بأن هذا المكان غير مناسب لها وعندما حضرت لتدريس الإيطالية في اليوم الثاني لاحظت أن عدد الأفراد يقل باستمرار. وبالتالي شعرت إنجي بأن هذه علامة على أن لا أحد يريدها في فلورنسا. وأصبحت فجأة تعاني من شعور عميق بالبارانويا. وفي وقت لاحق، زارت واحدة من الكاتدرائيات الشهيرة في فلورنسا. وكان لديها خفقان وكان ترى الكثير من الومضات أمام عينيها. وبينما كانت تنظر إلى اللوحة شعرت أنها كواحدة من النساء اللواتي يحملن سلة فاكهة إلى مائدة يسوع. وبعد انخفاض مستمر في حالتها العقلية، تم إدخالها إلى مستشفى سانتا ماريا نوفا للملاحظة.
لمثل هذه الحالات، خرجت الدكتورة مارغيني ببعض الاستنتاجات المذهلة حول آثار العمل الفني على النفس. يحدث حدث سامي وجمالي وخارق للعادة. يشبه هذا الموضوع إلى حد كبير الأسماك المتعثرة خارج الماء. كانت مهمة الدكتور ماغريني تفكيك المريض من هذه الحلقة بينما كان تحت الملاحظة ووضع المريض برفق في المجتمع.